# Robert Kolář
Robert Kolář (ur. 15 maja 1959 w Prościejowie) – czeski polityk, menedżer i samorządowiec, poseł i senator, były wiceprzewodniczący US-DEU.

## Życiorys
Z wykształcenia inżynier, absolwent Vysoké učení technické v Brně. Od 1984 do 1989 pracował w instytucie zdrowia narodowego w Prościejowie, następnie jako wicedyrektor szpitala i przedsiębiorstwa Moravské naftové doly. Był współzałożycielem klubu hokejowego HC Prostějov i jego pierwszym dyrektorem. Został właścicielem ośrodka narciarskiego w Jesioniku oraz szefem rady dyrektorów czeskiego oddziału wydawnictwa Stanford, zasiadał też w zarządach kilku spółek.
Od 1991 do 1998 należał do Obywatelskiej Partii Demokratycznej, następnie przeszedł do Unii Wolności – Unii Demokratycznej. W latach 1990–1992 i 1998–2005 był radnym miejskim w Prościejowie. W 1992 został członkiem Czeskiej Rady Narodowej, od 1993 przekształconej w Izbę Poselską po rozpadzie Czechosłowacji (uzyskał reelekcję w 1996). Od 2000 do 2006 przez dwie kadencje zasiadał w Senacie, a od maja 2003 do kwietnia 2004 był obserwatorem w Parlamencie Europejskim. W latach 2001–2003 zajmował stanowisko wiceprzewodniczącego US-DEU, w 2003 ubiegał się o jego kierownictwo, a rok później odszedł z ugrupowania.

## Życie prywatne
Dwukrotnie rozwiedziony, ma czworo dzieci.